# Östervåla
Östervåla est une localité située dans la municipalité d'Heby en Suède.
Sa population était de 1,595 habitants en 2010.